# Najlepszy młody zawodnik LNB Pro A
Najlepszy młody zawodnik LNB Pro A (franc. Meilleur Jeune de LNB Pro A) – nagroda koszykarska przyznawana corocznie najlepszemu młodemu zawodnikowi francuskiej ligi najwyższego poziomu – LNB Pro A od 1983 roku. 

## Laureaci

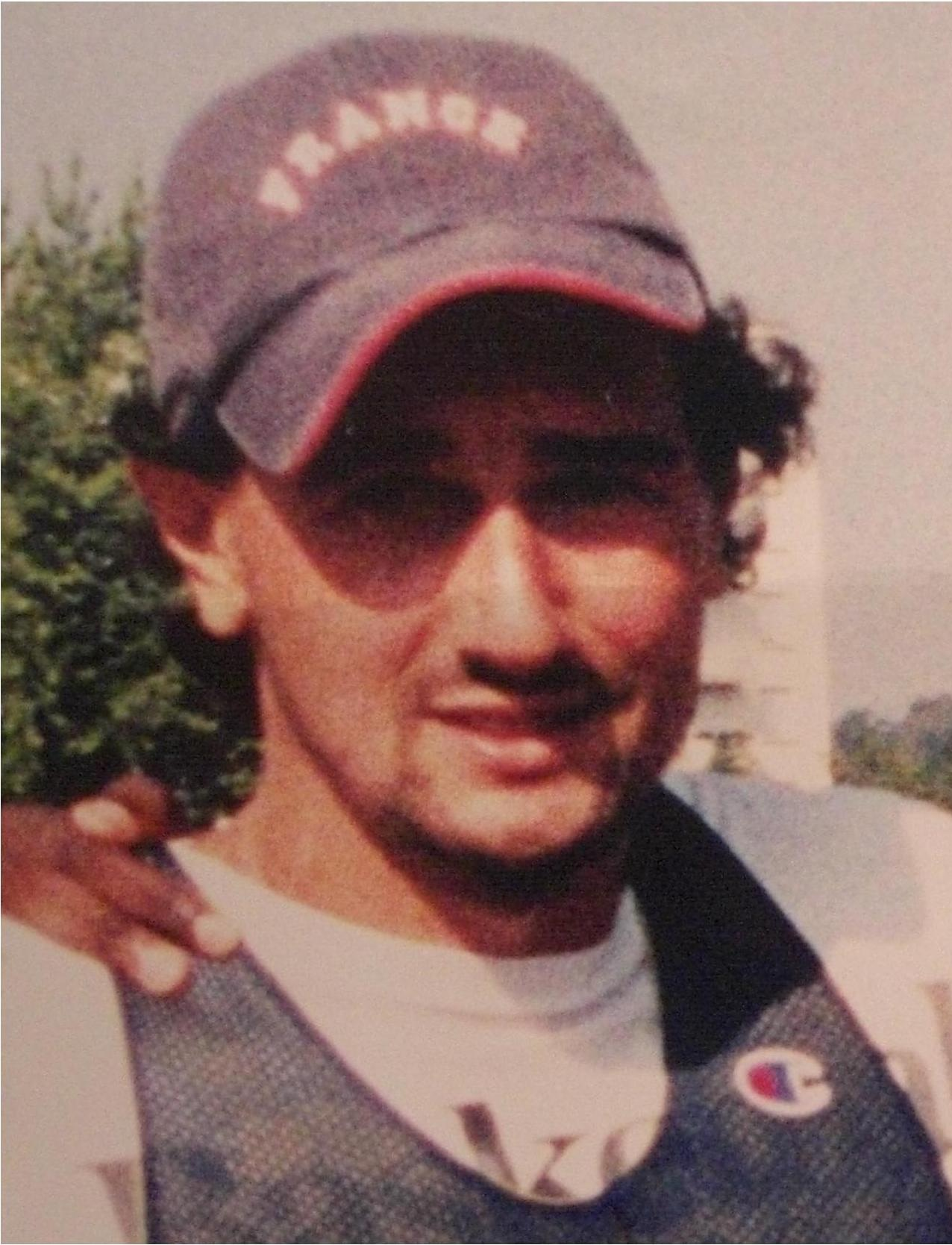
Yann Bonato zdobył nagrodę w 1993

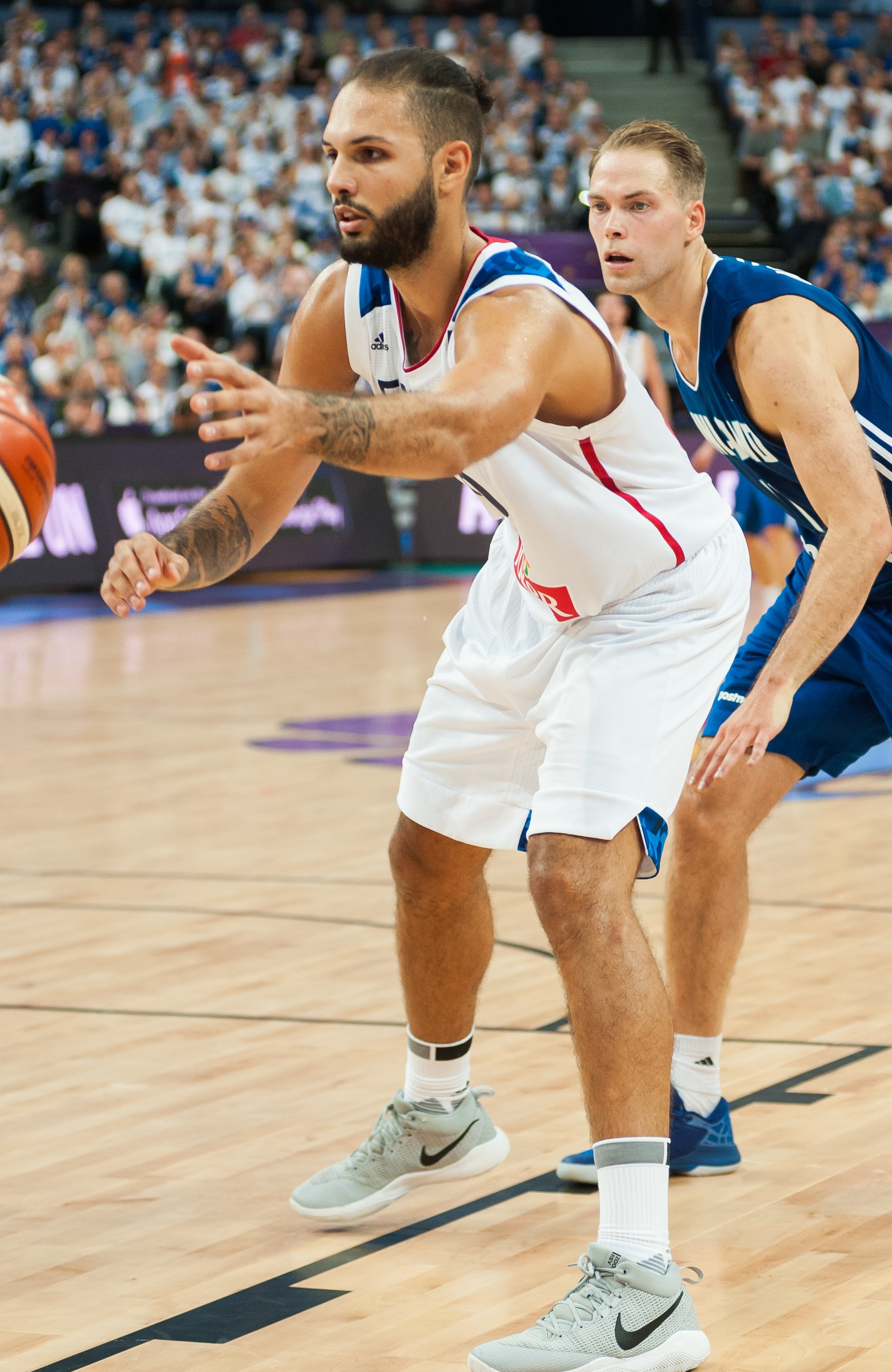
Obrońca Evan Fournier został dwukrotnie laureatem nagrody (2011, 2012)

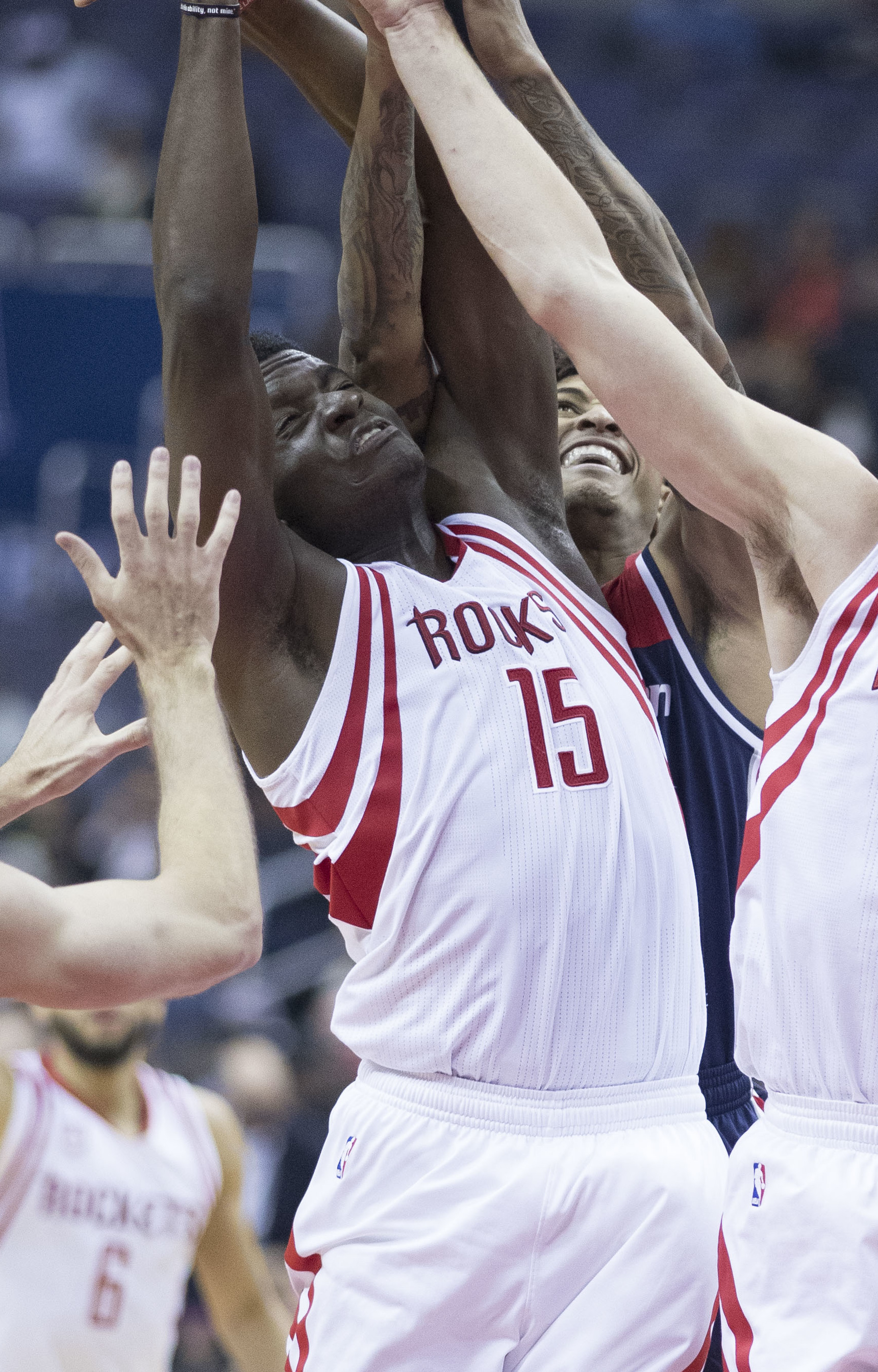
Clint Capela został pierwszym Szwajcarem, który zdobył nagrodę (2014)

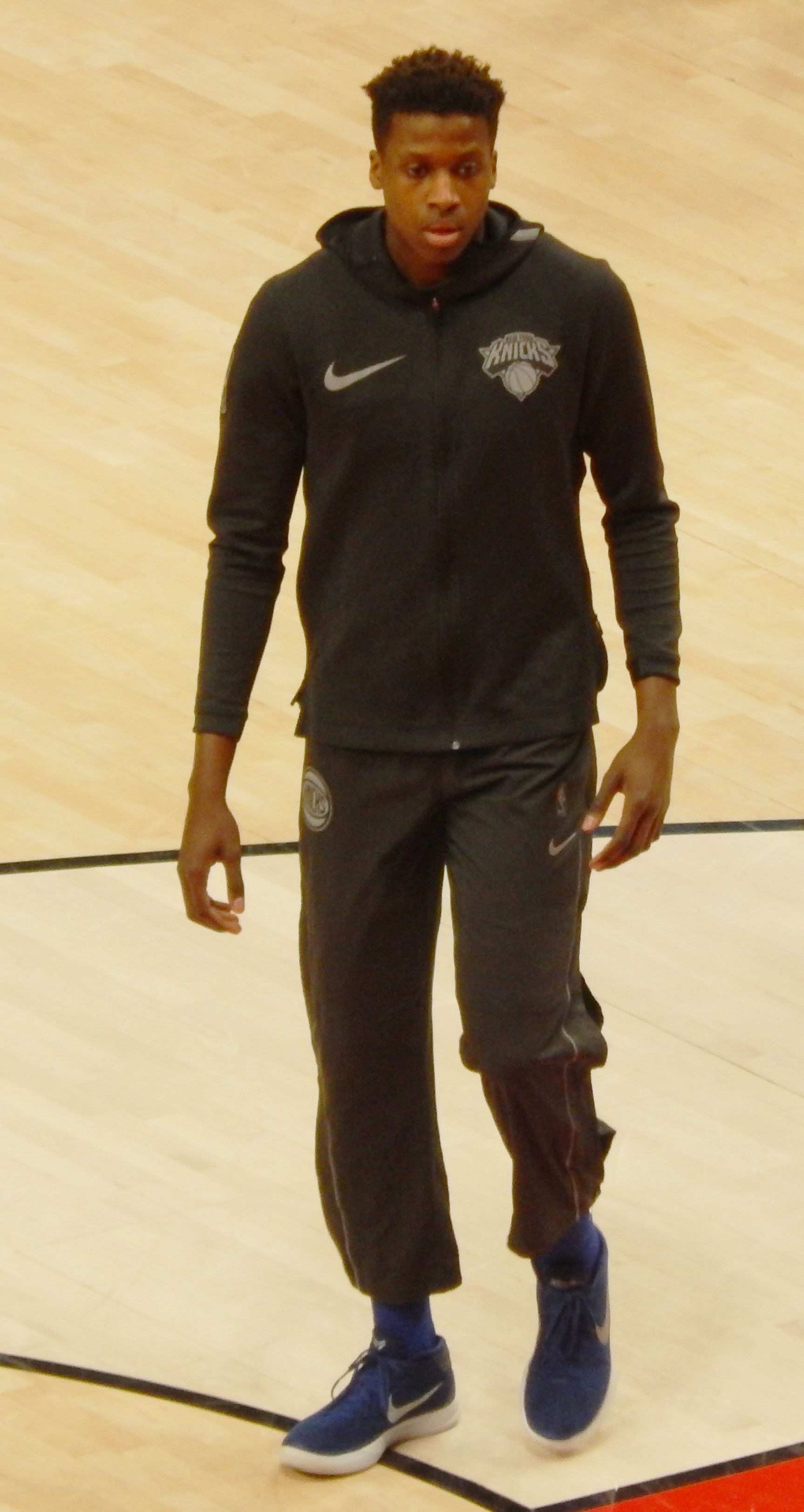
Frank Ntilikina zdobył dwukrotnie nagrodę (2017, 2018)

|              | oznacza nadal aktywnego zawodnika Pro A                                                        |
|              | zawodnik wprowadzony do Koszykarskiej Galerii Sław FIBA lub Koszykarskiej Galerii Sław Francji |
| Zawodnik (X) | cyfra oznacza kolejną nagrodę, uzyskaną przez tego samego zawodnika                            |

| Sezon     | Zawodnik                 | Pozycja       | Narodowość                   | Zespół                        |               |
| --------- | ------------------------ | ------------- | ---------------------------- | ----------------------------- | ------------- |
| 1982–83   | Valéry Demory            | obrońca       | Francja                      | Stade Français                |               |
| 1983–84   | Stéphane Ostrowski       | skrzydłowy    | Francja                      | Le Mans                       |               |
| 1984–85   | Valéry Demory (2)        | obrońca       | Francja                      | Stade Français                |               |
| 1985–86   | Christian Garnier        | skrzydłowy    | Francja                      | Monako                        |               |
| 1986–87   | Didier Gadou             | skrzydłowy    | Francja                      | Pau-Orthez                    |               |
| 1987–88   | Hugues Occansey          | skrzydłowy    | Francja                      | CSP Limoges                   |               |
| 1988–89   | Jim Bilba                | skrzydłowy    | Francja                      | Cholet                        |               |
| 1989–90   | Antoine Rigaudeau        | obrońca       | Francja                      | Cholet                        |               |
| 1990–91   | Antoine Rigaudeau (2)    | obrońca       | Francja                      | Cholet                        |               |
| 1991–92   | Antoine Rigaudeau (3)    | obrońca       | Francja                      | Cholet                        |               |
| 1992–93   | Yann Bonato              | skrzydłowy    | Francja                      | Olympique Antibes             |               |
| 1993–94   | Alain Digbeu             | skrzydłowy    | Francja                      | ASVEL                         |               |
| 1994–95   | Alain Digbeu (2)         | skrzydłowy    | Francja                      | ASVEL                         |               |
| 1995–96   | Fabien Dubos             | skrzydłowy    | Francja                      | Pau-Orthez                    |               |
| 1996–97   | Frédéric Weis            | środkowy      | Francja                      | CSP Limoges                   |               |
| 1997–98   | Willem Laure             | skrzydłowy    | Francja                      | JDA Dijon                     |               |
| 1998–99   | Frédéric Weis (2)        | środkowy      | Francja                      | CSP Limoges                   |               |
| 1999–2000 | David Gautier            | skrzydłowy    | Francja                      | Cholet                        |               |
| 2000–01   | Tony Parker              | obrońca       | Francja                      | Racing Paryż                  |               |
| 2001–02   | Boris Diaw               | skrzydłowy    | Francja                      | Élan Béarnais Pau-Orthez      |               |
| 2002–03   | Pape-Philippe Amagou     | obrońca       | Wybrzeże Kości Słoniowej     | Le Mans                       |               |
| 2003–04   | Pape-Philippe Amagou (2) | obrońca       | Wybrzeże Kości Słoniowej     | Le Mans                       |               |
| 2004–05   | Michael Mokongo          | obrońca       | Republika Środkowoafrykańska | Élan Chalon                   |               |
| 2005–06   | Ian Mahinmi              | środkowy      | Francja                      | STB Hawr                      |               |
| 2006–07   | Nicolas Batum            | skrzydłowy    | Francja                      | Le Mans                       |               |
| 2007–08   | Nicolas Batum (2)        | skrzydłowy    | Francja                      | Le Mans                       |               |
| 2008–09   | Thomas Heurtel           | obrońca       | Francja                      | Élan Béarnais Pau-Lacq-Orthez |               |
| 2009–10   | Andrew Albicy            | obrońca       | Francja                      | Paryż-Levallois               |               |
| 2010–11   | Evan Fournier            | obrońca       | Francja                      | Poitiers                      |               |
| 2011–12   | Evan Fournier (2)        | obrońca       | Francja                      | Poitiers                      |               |
| 2012–13   | Livio Jean-Charles       | skrzydłowy    | Francja                      | ASVEL                         |               |
| 2013–14   | Clint Capela             | środkowy      | Szwajcaria                   | Cholet                        |               |
| 2014–15   | Petr Cornelie            | skrzydłowy    | Francja                      | Le Mans                       |               |
| 2015–16   | Frank Ntilikina          | obrońca       | Francja                      | SIG Strasburg                 |               |
| 2016–17   | Frank Ntilikina (2)      | obrońca       | Francja                      | SIG Strasburg                 |               |
| 2017–18   | Adam Mokoka              | obrońca       | Francja                      | BCM Gravelines                |               |
| 2018–19   | Théo Maledon             | obrońca       | Francja                      | LDLC ASVEL                    |               |
| 2019–20   | Nie przyznano            | Nie przyznano | Nie przyznano                | Nie przyznano                 | Nie przyznano |
| 2020–21   | Victor Wembanyama        | środkowy      | Francja                      | Nanterre 92                   |               |
| 2021–22   | Victor Wembanyama (2)    | środkowy      | Francja                      | LDLC ASVEL                    |               |

## Zawodnicy z największą liczbą nagród
| Zawodnik             | Razem |
| -------------------- | ----- |
| Antoine Rigaudeau    | 3     |
| Alain Digbeu         | 2     |
| Pape-Philippe Amagou | 2     |
| Evan Fournier        | 2     |
| Victor Wembanyama    | 2     |
| Frank Ntilikina      | 2     |
| Frédéric Weis        | 2     |

## Nagrody według narodowości
| Zawodnik                     | Razem |
| ---------------------------- | ----- |
| Francja                      | 35    |
| Wybrzeże Kości Słoniowej     | 2     |
| Szwajcaria                   | 1     |
| Republika Środkowoafrykańska | 1     |